# Mário Lino
Mário Lino Soares Correia (ur. 31 maja 1940 w Lizbonie) – portugalski polityk i inżynier, w latach 2005–2009 minister robót publicznych, transportu i komunikacji.

## Życiorys
Ukończył inżynierię lądową w Instituto Superior Técnico (1965) oraz hydrologię i zarządzanie zasobami wodnymi na Colorado State University (1972). Był działaczem organizacji studenckich i związkowych. Zawodowo związany m.in. z instytucją naukową Laboratório Nacional de Engenharia Civil oraz z administracją publiczną, a od 1980 ze spółkami prawa handlowego. Zajmował się także działalnością doradczą w branży inżynierskiej. Należał do założycieli APRH, portugalskiego stowarzyszenia zasobów wodnych. Od 1996 do 2002 zajmował stanowisko prezesa kompanii Águas de Portugal.
Był członkiem Portugalskiej Partii Komunistycznej, z której został wykluczony w 1991. Dołączył następnie do Partii Socjalistycznej. W latach 1994–1996 był radnym Lizbony. Od 12 marca 2005 do 26 października 2009 pełnił funkcję ministra robót publicznych, transportu i komunikacji w rządzie José Sócratesa. W trakcie urzędowania krytykowano jego niezdecydowanie m.in. odnośnie do budowy lotniska w Lizbonie. Początkowo deklarował rezygnację z projektu, wkrótce jednak stał się orędownikiem tej inwestycji.
W 2010 został przewodniczącym rady nadzorczej towarzystwa ubezpieczeniowego grupy Caixa Geral de Depósitos.